# 3-тя українська радянська дивізія
3-тя українська радянська дивізія  — військове з'єднання у складі Української радянської армії, з 15 квітня по 15 травня 1919 р.

## Історія

### 2-е формування (1919)
7 квітня в складі Українського фронту утворена Група військ одеського напрямку шляхом виділення військ з Групи військ харківського напряму. До складу групи увійшла також 1-а Задніпровська бригада (зустрічається в літературі 2-й номер бригади) 1-ї Задніпровської Української радянської дивізії під командуванням Н. О. Григор'єва. 
Основні сили 1-ї Задніпровської Української радянської дивізії, управління, дивізійні частини і 1-ша Задніпровська бригада, з 10 квітня перебували у місті Сімферополь. 
15 квітня наказом по військам Українського фронту створені 2-га і 3-тя Українські радянські армії (на основі рішення Реввійськради Українського фронту від 24 березня 1919). 
2-а Українська радянська армія створена з частин Групи військ харківського напряму (управління і 1-ша Задніпровська бригада 1-ї Задніпровської Української радянської дивізії, 2-я окрема бригада, 3-тя Задніпровська бригада 1-ї Задніпровської Української радянської дивізії, Кримська бригада), які були зведені в 2 штатні дивізії. 
- 3-тя Українська радянська дивізія (колишні Управління дивізії, 1-ша Задніпровська бригада 1-ї Задніпровська Українська радянська дивізія і інші частини).
- 7-ма українська радянська дивізія (колишня 3-тя Задніпровська бригада 1-ї Задніпровської Української радянської дивізії і інші частини).

Починається формування нових дивізій. 15 квітня командир 3-ї Задніпровської бригади Нестор Махно призначений командиром 7-ї Української стрілецької дивізії, Я. З. Покус призначений начальником штабу 7-ї Української стрілецької дивізії. 
Після перепочинку 3-тя Українська радянська дивізія (колишня 1-ша Задніпровська дивізія) пішла до Севастополя.
17 квітня дивізія підійшла до Малахову кургану. В тилу білих військ наступ дивізії підтримали місцеві партизанські загони. 
18 квітня 3-тя Українська радянська дивізія вступила в Севастополь. 
18 квітня голова Ради Народних Комісарів РРФСР В. І. Ленін надіслав телеграму голові Раднаркому України X. Г. Раковському до Києва з попередженням про плани Дибенко по заняттю Криму, так як білі війська можуть відрізати його дивізію. 
22 квітня 2-я Українська радянська армія Українського фронту передана в оперативне підпорядкування Південного фронту.
В кінці квітня 3-й Українській радянській дивізії надано Автоброньовий дивізіон особливого призначення при Раді Народних Комісарів УРСР (командир дивізіону Селявкін). 
3-тя Кримська обласна партійна конференція РКП (б), що проходила 28- 29 квітня в Сімферополі, прийняла постанову про утворення Кримської Радянської Соціалістичної Республіки. Республіка увійшла до складу РРФСР. Республіканський центр - в Сімферополі. 
5 травня 1919 року по рішенню Тимчасового робітничо-селянського уряду Кримської радянської соціалістичної республіки сформована Кримська радянська армія, що увійшла до складу Українського фронту. Особовий склад дивізії увійшов до складу армії.

## Командування
- П. Ю. Дибенко (15.04-05.05.1919)
- С. І. Петриківський (С.І. Петренко) (15.04-05.05.1919)